# Vinathela hunanensis
Espèce
Synonymes
- Heptathela hunanensis Song & Wu, 1997

Vinathela hunanensis est une espèce d'araignées mésothèles de la famille des Liphistiidae.

## Distribution
Cette espèce est endémique du Hunan en Chine,. Elle se rencontre dans la préfecture de Huaihua vers Hongjiang.

## Description
Les femelles mesurent de 17,00 à 18,60 mm.

## Systématique et taxinomie
Cette espèce a été décrite sous le protonyme Heptathela hunanensis par Song et Wu en 1997. Elle est placée dans le genre Vinathela par Ono en 2000, dans le genre Heptathela par Schwendinger et Ono en 2011 puis dans le genre Vinathela par Xu, Liu, Chen, Ono, Li et Kuntner en 2015.

## Étymologie
Son nom d'espèce, composé de hunan et du suffixe latin -ensis, « qui vit dans, qui habite », lui a été donné en référence au lieu de sa découverte, le Hunan.

## Publication originale
- Song & Haupt, 1984 : « Comparative morphology and phylogeny of liphistiomorph spiders (Araneae: Mesothelae). 2. Revision of new Chinese heptathelid species. » Verhandlungen des Naturwissenschaftliche Verein in Hamburg, vol. 27, p. 443-451.